# 中国驻拉瓦格领事馆
中华人民共和国驻拉瓦格领事馆，简称中国驻拉瓦格领事馆，是中华人民共和国派驻菲律宾拉瓦格的最高级别外交机构。领区包括伊罗戈区、卡加延河谷、科迪勒拉行政区。馆址位于菲律宾北伊罗戈省圣尼古拉斯县三藩镇一区国道216号（No.216 National Highway, Brgy 1, San Francisco, San Nicolas）。